# Alpskinn
Alpskinn (Conohypha albocremea) är en svampart som först beskrevs av Höhn. & Litsch., och fick sitt nu gällande namn av Jülich 1975. Alpskinn ingår i släktet Conohypha och familjen Meruliaceae.  Arten är reproducerande i Sverige. Inga underarter finns listade i Catalogue of Life.